# Gösta Andersson i Kolstad
Henning Gösta Andersson i riksdagen kallad Andersson i Kolstad, född 11 maj 1877 i Hällestads församling, död 21 december 1952 i Risinge församling, var en svensk godsägare och riksdagsman. 
Han arrenderade Kolstads säteri 1904 och blev ägare till det 1930. Han var även politiker och ledamot av riksdagens första kammare för Jordbrukarnas fria grupp 1919-1921.